# Salix polaris
Salix polaris (верба полярна) — вид карликових чагарників родини Вербові (Salicaceae), поширений в арктичних і бореальних зонах Європи, Росії та сходу Північної Америки.

## Опис
Це багаторічні карликові кущі 0.01–0.09 м заввишки з великим розгалуженням підземних пагонів (кореневище), які можуть утворювати килими 1 м² або, можливо, значно більше. Підземні пагони товщиною до 0.5 см й різного кольору: старі частини темно-сіруваті або червонувато-коричневі, а молодші частини світло-коричневі й тонші. Листові пагони висхідні й короткі (1–3 см). Листки чергові. Черешки (2)3–6(10) мм, коротші листових пластин. Листові пластини обернено-яйцюваті або округлі або злегка довгасті, з цілими краями, жили перисті, не помітні й не досягають країв, вершини часто з надрізом, обидві поверхні темно-зелені, глянсові. Найбільші листові пластини 5–32 × 7–18 мм, в 1.1–2.8 рази більші в довжину, ніж у ширину, основи опуклі, округлі або клиноподібні. В основному голі, але іноді з рідкісними білими кудлатими волосками на черешках, в краях пластин і на поверхнях пластин.
Сережки тичинкові 9–34 × 6–12 мм, їхні гілочки 1.5–14 мм; маточкові — густо або помірно квіткові (понад 15 квітів), від товстих до кулястих, 10–50 × 7–13 мм, їхні гілочки 1–12 мм; квіткові приквітки коричневі, чорні або двоколірні, 1.5–2.5 мм, з округлими або опуклими вершинами; волохаті, волосся пряме або хвилясте, 0.6–1.12–1.8 мм. Плоди — темно-червонувато-коричневі капсули, але часто вони здаються сірими, бо густо-запушені, 4.8–8.25 мм.

## Відтворення
Статеве розмноження насінням; місцеве розмноження підземними пагонами, в результаті можуть утворюватися великі покриви з рослин. Квіти ранні, запилюються вітром, ймовірне також запилення комахами. Насіння розсіюються частково вітром, через довге волосся, частково шляхом приєднання до тварин.

## Поширення
Північна Америка (Східна Канада, Аляска — США); Євразія (Норвегії [вкл. Шпіцберген], Швеція, Фінляндія, арктична й бореальна Росія).
Населяє пустища, вологі пізні снігопокривні ділянки, осипи й осипові схили, піщаних морські намули. Зростає на субстратах з від поганого до хорошого дренажем і з майже будь-якою реакцією ґрунту (рН). Більш рясно ростуть і добре розвинені рослини у місцях зі сніговим захистом, але також вельми поширені в помірно відкритих ділянках.

## Галерея

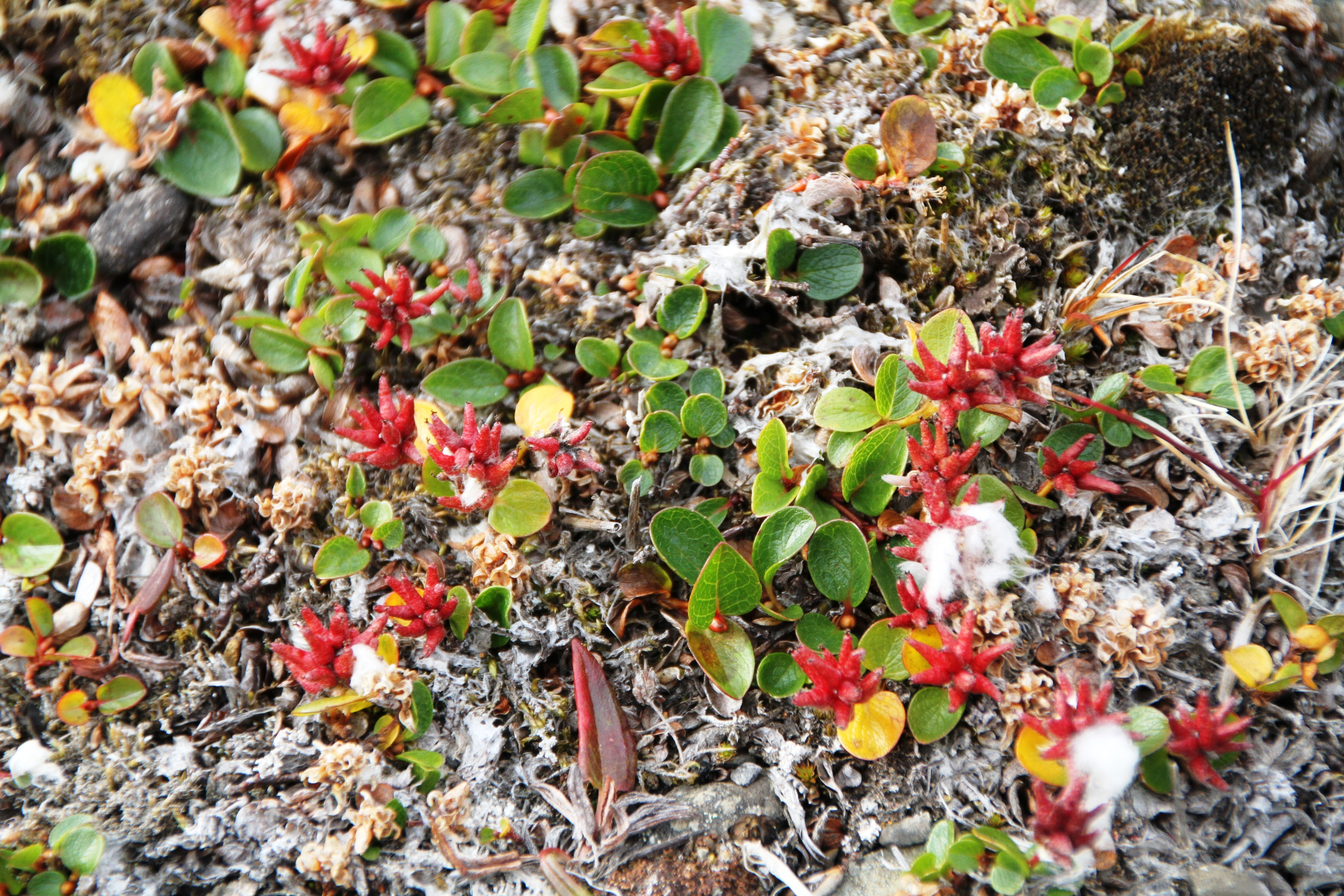
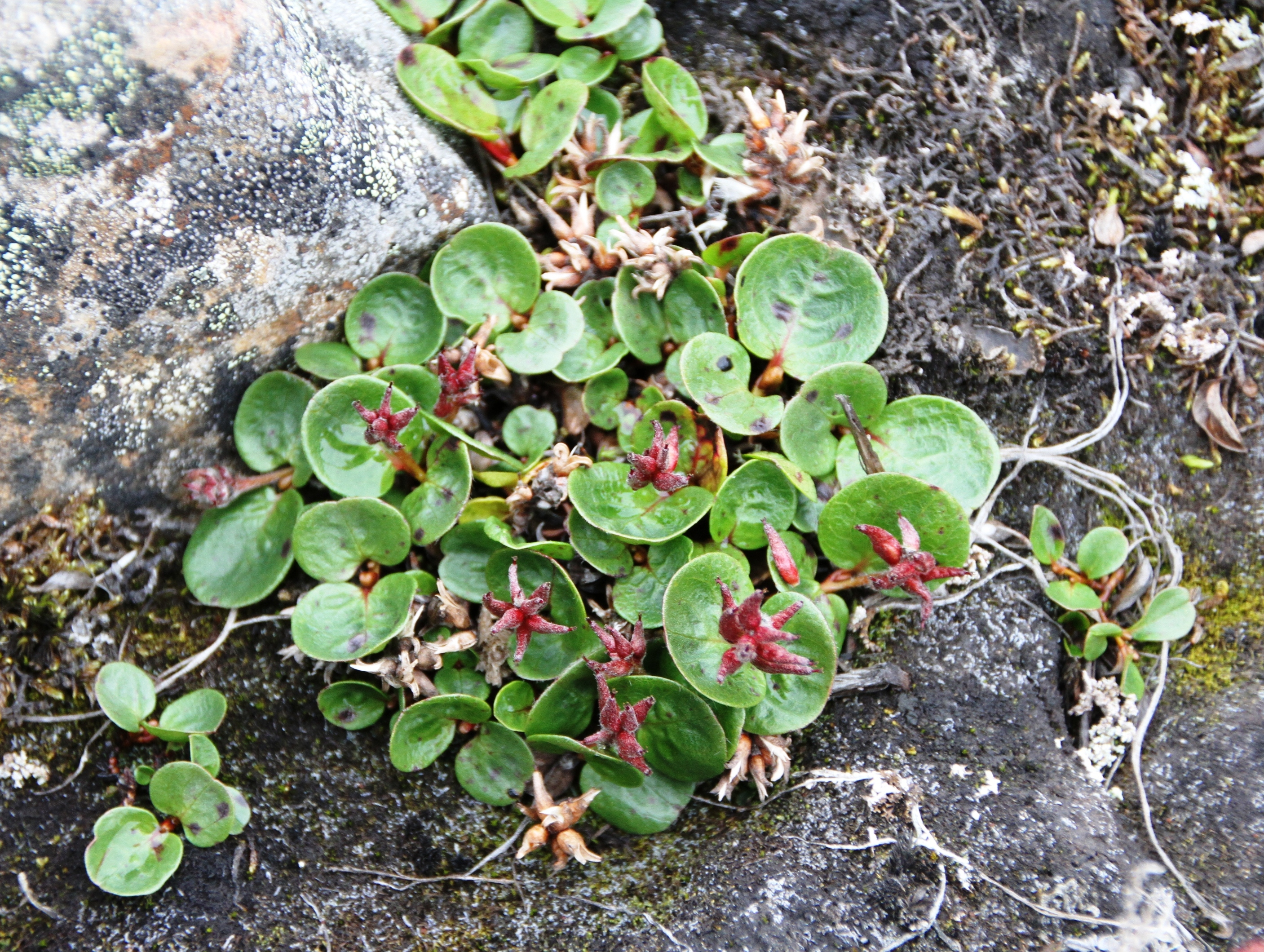